# Staškov
Staškov és un poble i municipi d'Eslovàquia que es troba a la regió de Žilina, al centre-nord del país.

## Demografia
| Godina             | 1994 | 2004   | 2014   | 2024   |
| ------------------ | ---- | ------ | ------ | ------ |
| Nombre de persones | 2568 | 2686   | 2761   | 2759   |
| Diferència         |      | +4,59% | +2,79% | −0,07% |

| Godina             | 2023 | 2024 |
| ------------------ | ---- | ---- |
| Nombre de persones | 2759 | 2759 |
| Diferència         |      | +0%  |